# Marcel L'Herbier
Marcel L'Herbier (Parigi, 23 aprile 1888 – Parigi, 26 novembre 1979) è stato un regista, poeta e musicista francese.

## Biografia
Il cinema di L'Herbier fu di vitale importanza per l'affermazione dell'avanguardia narrativa, così come veniva chiamato il genere impressionista dai critici del periodo come Louis Delluc. Egli crede a un progetto di affermazione del cinema come arte della modernità, e realizza significative interazioni con il modernismo artistico (art déco).
La sua ricerca è giocata insieme sulla sperimentazione delle tecniche comunicative del cinema e sulla creazione di una nuova sintesi artistica e oscilla tra la valorizzazione del movimento e la formazione di immagini composite, in cui si depositano modelli e tracce artistiche forti. Formalizza il visibile, intensifica il dinamismo visivo e realizza effetti estremamente significativi.
Il suo diversificare le immagini, soffermarsi particolarmente sui dettagli, giocare con le variazioni di luce e il ricorso ad effetti cromatici sintetizzano tutta la forza espressiva e il dinamismo del cinema cosiddetto della Première Vague. Si distinse anche nella letteratura, con la pubblicazione di Intelligence du Cinématographe (1950), La tête qui tourne, raccolta di articoli apparsi dal 1917 e L'oeil ou front, saggio sull'estetica e filosofia del cinema.

## Filmografia parziale

### Regista
- Phantasmes (1917)
- Rose-France (1918)
- Le Bercail (1919)
- Le Carnaval des vérités (1920)
- La giustizia del mare (L'Homme du large) (1920)
- Prométhée... banquier (1921)
- Villa Destin (1921)
- El Dorado (1921)
- Don Juan et Faust (1922)
- Résurrection (1923)
- Futurismo (L'Inhumaine) (1924)
- Il fu Mattia Pascal (Il feu Mathias Pascal) (1926)
- Le Vertige (1926)
- Le diable au coeur (1928)
- Il denaro (L'Argent) (1928)
- La donna di una notte (1930)
- Le Mystère de la chambre jaune (1930)
- Le Parfum de la dame en noir (1931)
- L'Épervier (1933)
- Il più bel sogno (La bonheur) (1934)
- Veille d'armes (1936)
- L'insidia dorata (Forfaiture) (1937)
- Adriana Lecouvreur (Adrienne Lecouvreur) (1938)
- Terra di fuoco, co-regia di Giorgio Ferroni (1939)
- Entente cordiale (1939)
- La brigata selvaggia (La Brigade sauvage) (1939)
- Ecco la felicità (1940)
- Histoire de rire (1941)
- La Nuit fantastique (1942)
- La Bohème (La Vie de bohème) (1945)
- La collana della regina (L'Affaire du collier de la reine) (1946)
- La Révoltée (1947)
- Gli ultimi giorni di Pompei (Les derniers jours de Pompéi) (1949)
- Adrienne Mesurat (1953)

### Sceneggiatore
- Bouclette, regia di René Hervil e Louis Mercanton (1918)
- Königin einer Nacht, regia di Fritz Wendhausen (1931)

### Attore
- Bouclette, regia di René Hervil e Louis Mercanton (1918)